# Uname

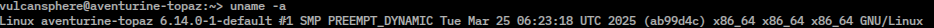
Exemplo da execução do comando.

uname é um comando Unix que permite obter informações acerca do servidor.

## Exemplos de uso
O comando abaixo permite obter informação detalhada acerca dum servidor:
```
uname
 
-a

```

O comando seguinte permite obter apenas informação relativa o modelo do servidor:
```
uname
 
-m

```

## Parâmetros
| Parâmetro | Descrição                                                                                          |
| --------- | -------------------------------------------------------------------------------------------------- |
| -a        | Permite obter o conjunto de informação obtido com os parâmetros -s -n -r -v -m -i -l (-a para all) |
| -i        | Mostra o número de identificação da máquina                                                        |
| -l        | Mostra o nível de licença do sistema operativo                                                     |
| -m        | Mostra o modelo do servidor                                                                        |
| -n        | Mostra o nome do nó (nome do sistema)                                                              |
| -r        | Mostra a versão actual do sistema operativo                                                        |
| -s        | Mostra o nome do sistema operativo                                                                 |
| -v        | Mostra a versão corrente do nível do sistema operativo                                             |